# Bistum Ciudad Lázaro Cárdenas
Das Bistum Ciudad Lázaro Cárdenas (lat.: Dioecesis Civitatis Lazari Cárdenas, span.: Diócesis de [Ciudad] Lázaro Cárdenas) ist eine in Mexiko gelegene römisch-katholische Diözese mit Sitz in Ciudad Lázaro Cárdenas.

## Geschichte
Das Bistum Ciudad Lázaro Cárdenas wurde am 11. Oktober 1985 durch Papst Johannes Paul II. mit der Apostolischen Konstitution Cum probe aus Gebietsabtretungen der Bistümer Apatzingán und Ciudad Altamirano errichtet und dem Erzbistum Acapulco als Suffraganbistum unterstellt.
Am 25. November 2006 wurde das Bistum Ciudad Lázaro Cárdenas durch Papst Benedikt XVI. mit der Apostolischen Konstitution Mexicani populi dem Erzbistum Morelia als Suffraganbistum unterstellt.

## Bischöfe von Ciudad Lázaro Cárdenas
- José de Jesús Sahagún de la Parra, 1985–1993
- Salvador Flores Huerta, 1993–2006
- Fabio Martínez Castilla, 2007–2013, dann Erzbischof von Tuxtla Gutiérrez
- Armando António Ortíz Aguirre, seit 2013